# Hipódromo do Cristal
Hipódromo do Cristal de Jockey Club de Río Grande del Sur en el barrio Cristal en Porto Alegre, proyecto del uruguayo Román Fresnedo Siri (1951-59). Poco conocido, ese hipódromo de cristal es a la vez patrimonio histórico brasileño y uruguayo; expresión impar de la arquitectura moderna en el cono sur americano, es ejemplar también en un marco de referencia global. Aunque sea el tercer hipódromo brasileño en número de competiciones anuales es poco reconocido y deficitario . Está en proceso de preservación en curso junto a agencias municipales y federales.  
Localizado en el barrio del Cristal en la zona Sur de Porto Alegre, es limitada por la Avenida Icaraí a este, Avenida Chuí a norte y Avenida Diário de Notícias a oeste y sur, el área del Hipódromo tiene 59 hectáreas, divididos en dos sectores por el arroyo Cavalhada. 
Su competición más importante es el Grande Prêmio Bento Gonçalves.

## Fechas de las carreras
Carreras a las tardes/noches de viernes.

## Carreras principales
- G. P. Turfe Gaúcho (9 de febrero),  700 metros  Final entre ganadores
- G. P. Breno Caldas (8 de marzo),  1609 metros  1ª alza de la Triple Corona Gaucha
- G. P. Estado do Rio Grande do Sul (24 de marzo), 2200 metros. Listed
- G. P. Coronel Caminha (18 de abril) , 2000 metros  2ª alza de la Triple Corona Gaucha
- G. P. Diana (3 de mayo),   2000 metros. Listed
- G. P. Derby Riograndense (31 de mayo),  2400 metros  3ª alza de la Triple Corona Gaucha
- G. P. Taça de Cristal (potrillos) (28 de junio),   1609 metros Listed
- G. P. Taça de Cristal (potrancas) (28 de junio) ,   1609 metros Listed
- G. P. Copa ABCPCC  (26 de julio),   1609 metros  Grupo 3
- G. P. Protetora do Turfe (6 de septiembre),   2200 metros  Grado 3
- G. P. ABCPCC (18 de noviembre),   1200 metros  Listed
- G. P. Presidente da República (18 de noviembre),   1609 metros  Listed
- G. P. Bento Gonçalves (18 de noviembre),   2400 metros   Grado 1

Há  seis carreras listed, dos de Grado 3 y una de Grado 1 

Puede haber ajuste de calendário de año a año para coincidir con los días de carrera